# DTN 드라마
DTN 드라마는 2001년 MCN드라마로 출범했다가 2003년 변경한 드라마 채널이었다. 고전-외국 드라마 등을 재방영했다.
그러나, 비슷한 형식의 ETN 드라마(2002년 개국, 2004년 폐국)처럼 지상파 3사 계열 채널과의 경쟁에서 시청률 부진을 면치 못했고, 결국 2007년 이데일리가 가져가면서경제방송국 이데일리TV가 되었는데 대학생들이 직접 출연하고 제작에 참여하는 청춘시트콤 <넌센스> 시리즈를 제작하기도 했으며 ETN 드라마는 당초 웨딩TV로 출범했지만  시청률 부진을 면치 못하자 2002년 말 장르와 채널명을 변경하여 재개국했다.